# Regla del pastís
La regla del pastís, a vegades anomenada regla del canvi de bàndol, és una metaregla utilitzada sovint en jocs abstractes per a dos jugadors, com ara l'Hex o l'Havannah, en què el primer jugador podria tenir un avantatge decisiu. Es pot enunciar de la forma següent:
- Després de la primera jugada, per part del primer jugador, el segon jugador té una de les opcions següents:
  - acceptar la primera jugada de l'altre jugador i seguir essent el segon jugador, de manera que farà la següent jugada, o bé
  - canviar de bàndol, de manera que es converteix en el primer jugador, quedant-se amb la jugada feta pel primer jugador, que ara serà el segon i serà qui farà la següent jugada.

El nom de «regla dels pastís» prové de la idea de com fer que dues persones es reparteixin equitativament un pastís sense discussions: una persona el talla i l'altra decideix quin tros es queda. La regla està pensada per a jocs en què el primer jugador té un avantatge, com és el cas de l'Hex,
 en què el primer jugador pot guanyar sempre. D'aquesta manera la primera jugada del primer jugador no serà excessivament bona, perquè llavors donaria un gran avantatge al segon, que canviaria bàndols, però tampoc serà excessivament dolenta.